# Lathyrus venetus
Lathyrus venetus là một loài thực vật có hoa trong họ Đậu. Loài này được (Mill.) Wohlf. miêu tả khoa học đầu tiên.

## Hình ảnh

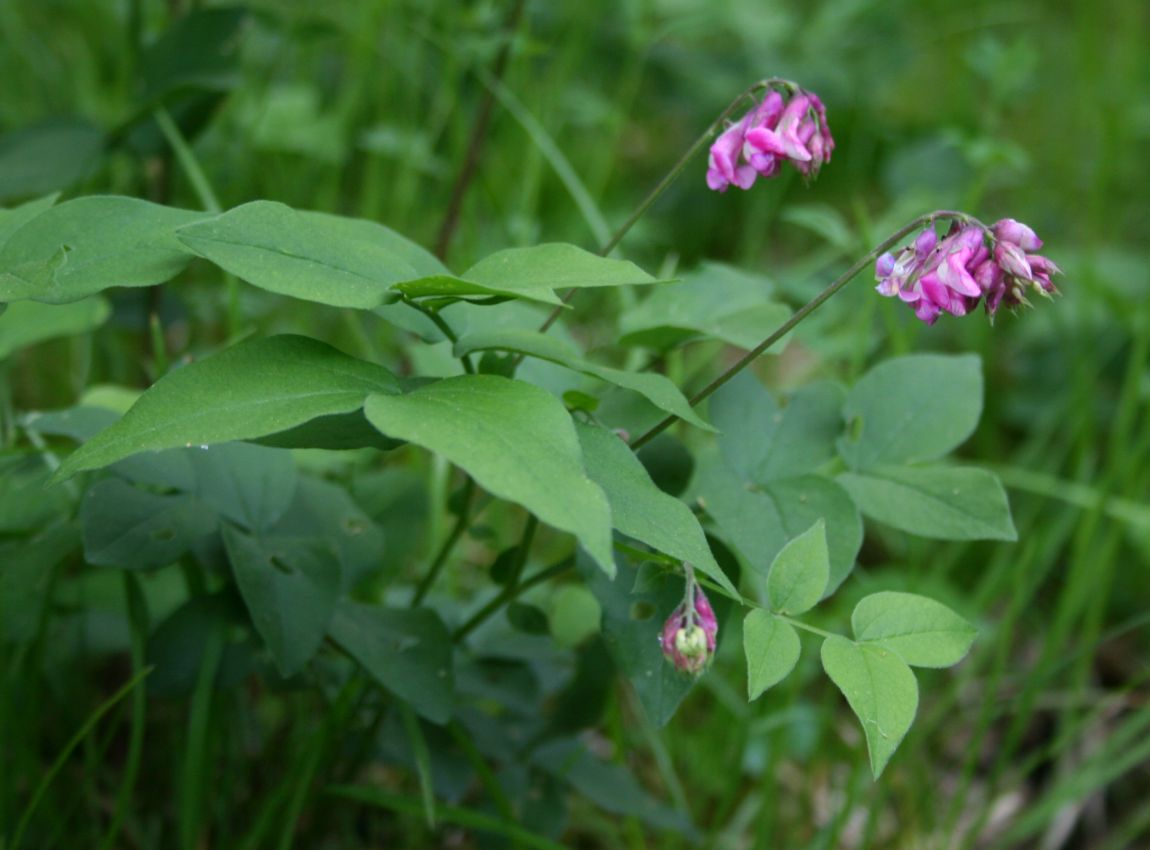